# Vigneul-sous-Montmédy
Pour l’article ayant un titre homophone, voir Vigneulles (homonymie).
Vigneul-sous-Montmédy est une commune française située dans le département de la Meuse, en région Grand Est.
Elle fait partie de la Lorraine gaumaise.

## Géographie

### Hydrographie
La commune est dans le bassin versant de la Meuse au sein du bassin Rhin-Meuse. Elle est drainée par la Chiers et le ruisseau la Thonne,.
La Chiers, d'une longueur de 127 km, prend sa source dans la commune de Mont-Saint-Martin et se jette  dans la Meuse à Remilly-Aillicourt, après avoir traversé 46 communes. Les caractéristiques hydrologiques de la Chiers sont données par la station hydrologique située sur la commune de Chauvency-le-Château. Le débit moyen mensuel est de 22 m3/s. Le débit moyen journalier maximum est de 272 m3/s, atteint lors de la crue du 21 décembre 1993. Le débit instantané maximal est quant à lui de 336 m3/s, atteint le 23 janvier 1995.

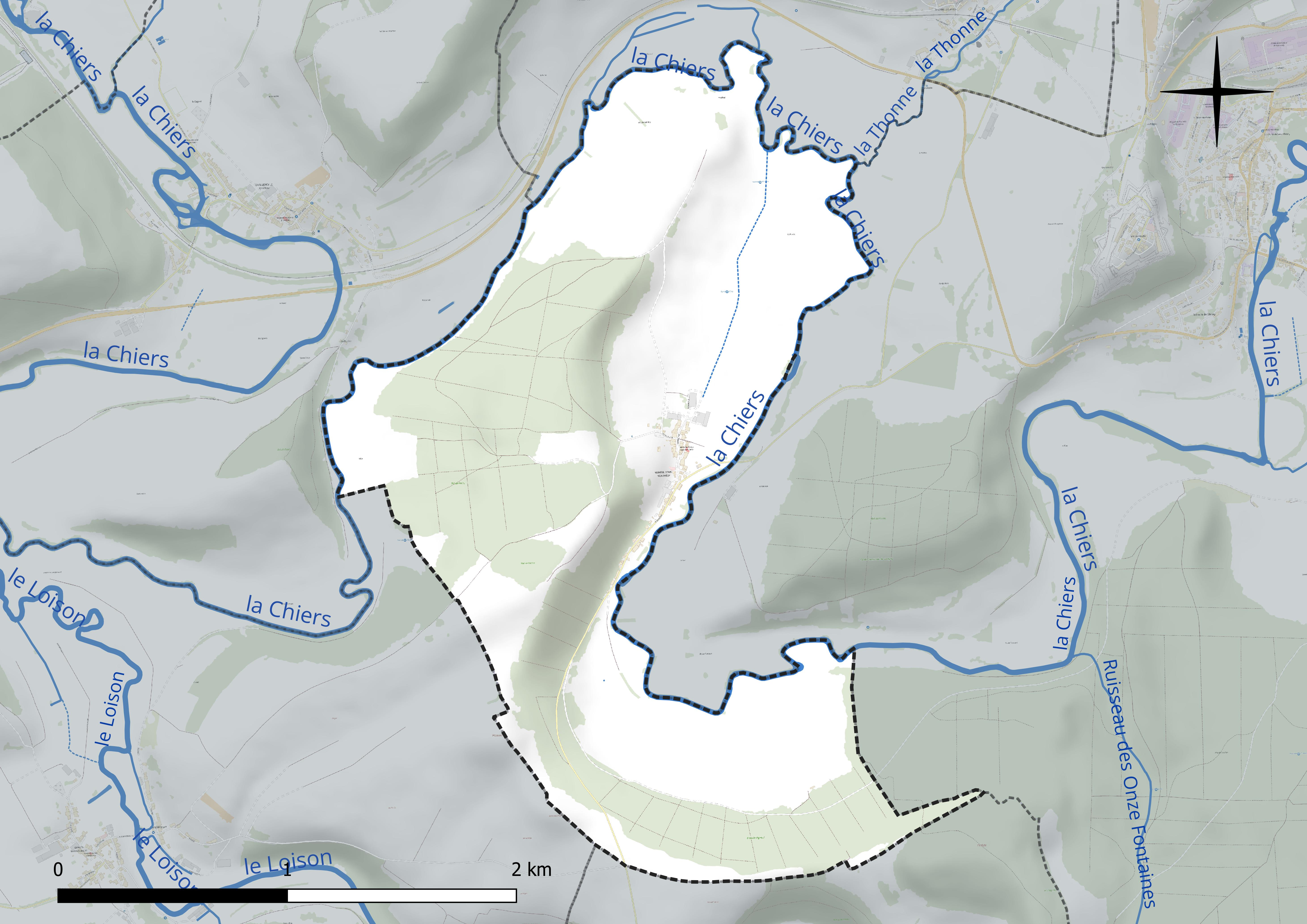
Réseau hydrographique de Vigneul-sous-Montmédy.

La Thonne, d'une longueur de 11 km, prend sa source dans la commune de Thonne-la-Long et se jette  dans la Chiers sur la commune, après avoir traversé six communes. 

### Climat
Pour des articles plus généraux, voir Climat du Grand Est et Climat de la Meuse.
En 2010, le climat de la commune est de type climat de montagne, selon une étude du Centre national de la recherche scientifique s'appuyant sur une série de données couvrant la période 1971-2000. En 2020, Météo-France publie une typologie des climats de la France métropolitaine dans laquelle la commune est dans une zone de transition entre le climat océanique altéré et le climat océanique altéré et est dans la région climatique  Lorraine, plateau de Langres, Morvan, caractérisée par un hiver rude (1,5 °C), des vents modérés et des brouillards fréquents en automne et hiver. 
Pour la période 1971-2000, la température annuelle moyenne est de 9,5 °C, avec une amplitude thermique annuelle de 15,8 °C. Le cumul annuel moyen de précipitations est de 929 mm, avec 13,9 jours de précipitations en janvier et 9,6 jours en juillet. Pour la période 1991-2020, la température moyenne annuelle observée sur la station météorologique de Météo-France la plus proche, « Mouzay », sur la commune de Mouzay à 10 km à vol d'oiseau, est de 10,6 °C et le cumul annuel moyen de précipitations est de 789,5 mm. 
La température maximale relevée sur cette station est de 40,4 °C, atteinte le 24 juillet 2019 ; la température minimale est de −15,3 °C, atteinte le 20 décembre 2009,,. 
Les paramètres climatiques de la commune ont été estimés pour le milieu du siècle (2041-2070) selon différents scénarios d'émission de gaz à effet de serre à partir des nouvelles projections climatiques de référence DRIAS-2020. Ils sont consultables sur un site dédié publié par Météo-France en novembre 2022.

## Urbanisme

### Typologie
Au 1er janvier 2024, Vigneul-sous-Montmédy est catégorisée commune rurale à habitat dispersé, selon la nouvelle grille communale de densité à sept niveaux définie par l'Insee en 2022.
Elle est située hors unité urbaine et hors attraction des villes,.

### Occupation des sols
L'occupation des sols de la commune, telle qu'elle ressort de la base de données européenne d’occupation biophysique des sols Corine Land Cover (CLC), est marquée par l'importance des territoires agricoles (60,2 % en 2018), en augmentation par rapport à 1990 (58,9 %). La répartition détaillée en 2018 est la suivante : 
prairies (58,9 %), forêts (39,8 %), terres arables (1,3 %). L'évolution de l’occupation des sols de la commune et de ses infrastructures peut être observée sur les différentes représentations cartographiques du territoire : la carte de Cassini (XVIIIe siècle), la carte d'état-major (1820-1866) et les cartes ou photos aériennes de l'IGN pour la période actuelle (1950 à aujourd'hui).

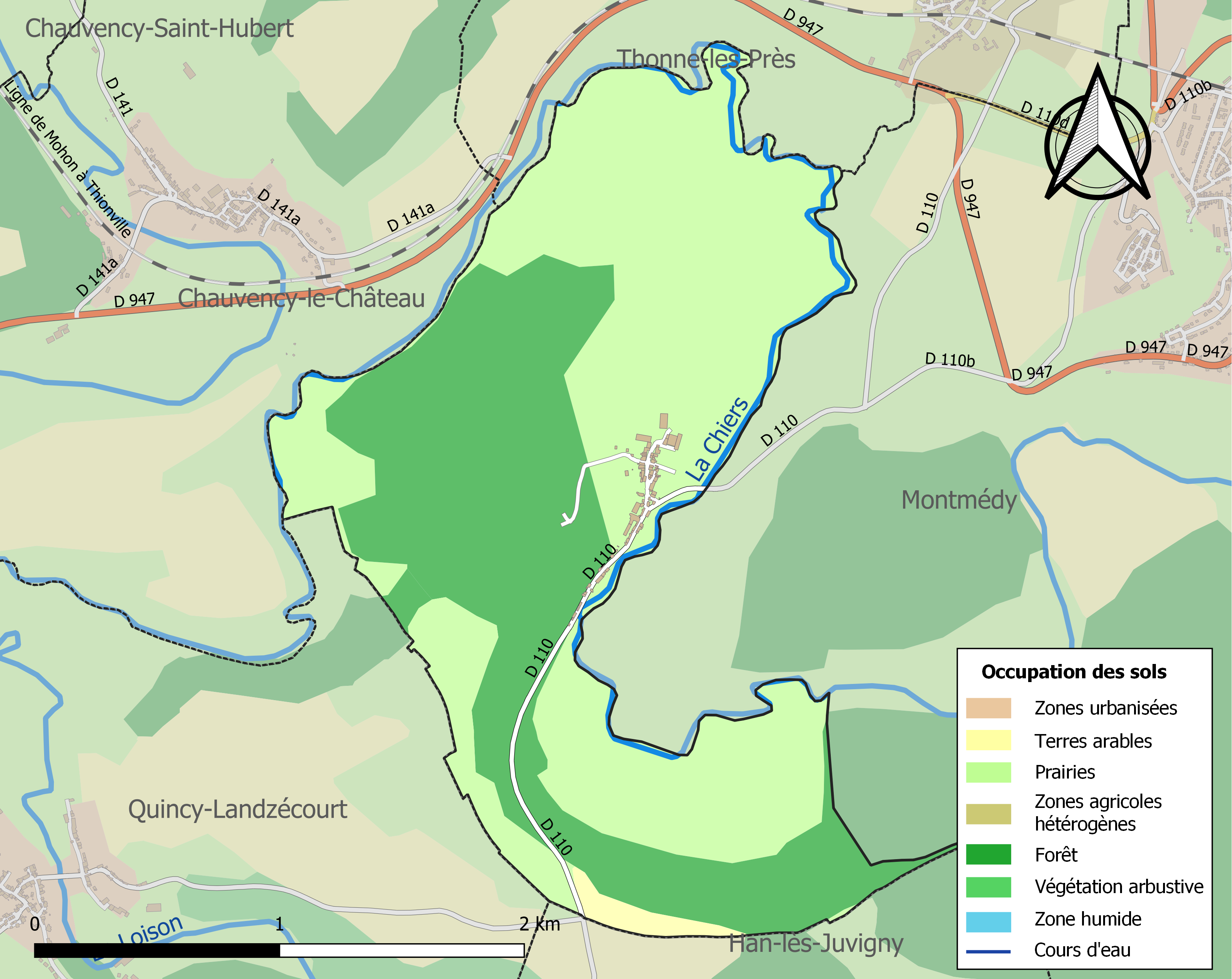
Carte des infrastructures et de l'occupation des sols de la commune en 2018 (CLC).

## Toponymie
In villa Visnioli (1096), Vigneul (1270)[réf. nécessaire].
Dérivé de vinea, de l'ancien français vigneul « vignoble », avec suffixe diminutif -eolum, -eola ou -ellum.
Vigneul est à l'ouest de Montmédy.

## Histoire
Avant 1790, Vigneul faisait partie du Luxembourg français, dans la prévôté bailliagère de Montmédy. Elle était rattachée au diocèse de Metz.

## Politique et administration
| Période                                  | Période                       | Identité                     | Étiquette | Qualité                              |
| ---------------------------------------- | ----------------------------- | ---------------------------- | --------- | ------------------------------------ |
| Les données manquantes sont à compléter. |                               |                              |           |                                      |
|                                          |                               | Pierre Jacquemin (1728-1818) |           |                                      |
| ?                                        | mai 1943 (démission d'office) | Louis Hiblot                 |           | Révoqué par le Gouvernement de Vichy |
| avant 1995                               | ?                             | Guy Villeminot               |           |                                      |
| mars 2001                                | En cours                      | Claude Richard               |           |                                      |

## Population et société

### Démographie
L'évolution du nombre d'habitants est connue à travers les recensements de la population effectués dans la commune depuis 1793. Pour les communes de moins de 10 000 habitants, une enquête de recensement portant sur toute la population est réalisée tous les cinq ans, les populations de référence des années intermédiaires étant quant à elles estimées par interpolation ou extrapolation. Pour la commune, le premier recensement exhaustif entrant dans le cadre du nouveau dispositif a été réalisé en 2008.

En 2022, la commune comptait 83 habitants, en évolution de −8,79 % par rapport à 2016 (Meuse : −4,4 %, France hors Mayotte : +2,11 %).
| 1793 | 1800 | 1806 | 1821 | 1831 | 1836 | 1841 | 1846 | 1851 |
| ---- | ---- | ---- | ---- | ---- | ---- | ---- | ---- | ---- |
| 195  | 169  | 266  | 223  | 281  | 316  | 319  | 344  | 357  |

| 1856 | 1861 | 1866 | 1872 | 1876 | 1881 | 1886 | 1891 | 1896 |
| ---- | ---- | ---- | ---- | ---- | ---- | ---- | ---- | ---- |
| 331  | 331  | 315  | 287  | 303  | 309  | 316  | 294  | 257  |

| 1901 | 1906 | 1911 | 1921 | 1926 | 1931 | 1936 | 1946 | 1954 |
| ---- | ---- | ---- | ---- | ---- | ---- | ---- | ---- | ---- |
| 215  | 194  | 198  | 165  | 173  | 160  | 152  | 117  | 108  |

| 1962 | 1968 | 1975 | 1982 | 1990 | 1999 | 2006 | 2008 | 2013 |
| ---- | ---- | ---- | ---- | ---- | ---- | ---- | ---- | ---- |
| 97   | 109  | 95   | 90   | 93   | 89   | 98   | 100  | 90   |

| 2018 | 2022 | - | - | - | - | - | - | - |
| ---- | ---- | - | - | - | - | - | - | - |
| 83   | 83   | - | - | - | - | - | - | - |

## Culture locale et patrimoine

### Lieux et monuments
- L'église Saint-Pierre, reconstruite au XIXe siècle.